# Villa Abamelek
Villa Abamelek, situata nei pressi del colle Gianicolo, nelle immediate vicinanze di Porta San Pancrazio, è una delle ville urbane di Roma: è la residenza degli ambasciatori russi. L'indirizzo della sede diplomatica è in Via Aurelia Antica, 12.

## Storia
La sua costruzione risale alla fine del Seicento e l'inizio del Settecento, quando il marchese genovese Paolo Girolamo Torre, rinomato banchiere, ne ordinò la costruzione in una zona tra la Via Aurelia Antica e Porta Cavalleggeri, volendo farvi la propria residenza. Questa, identificabile con l'attuale Palazzina Belvedere, fu decorata con svariati affreschi eseguiti da Giuseppe Passeri; una parte del ciclo è oggi andato perduto. A questi si aggiunge una quadreria di genere classicista e mitologico ad opera di Giuseppe Bartolomeo Chiari, Benedetto Luti e altri artisti della cerchia dell'Accademia di San Luca.
La villa sarà teatro di una riunione di vescovi, il 22 agosto 1700, in vista del vicino conclave a causa della malattia di papa Innocenzo XII, che morirà il 27 settembre di quell'anno. Per problemi finanziari, nel 1722 i Torre vendettero la villa all'Arcispedale di Santo Spirito in Saxia, che nel 1734 la rivendette a monsignor Giuseppe Maria Feroni, nobile fiorentino che diverrà poco tempo dopo cardinale. Questi incaricò l'architetto fiorentino Alessandro Galilei di rinnovare il complesso con nuovi arredi: secondo la nuova moda, oltre ai classici paramenti religiosi, d'obbligo nelle case dei clericali, vennero impiegate ricche carte cinesi alle pareti, in linea con il nuovo gusto per l'esotico e le cosiddette cineserie.
Dalla fine del Settecento il complesso della villa cambiò numerosi proprietari: nel 1792 passò a Giovanni Torlonia, da questi alla figlia contessa Maria Teresa Marescotti, poi ai Valentini e ai Giraud. Nel 1849 la battaglia del Gianicolo tra esercito francese e truppe della Repubblica Romana danneggiò gravemente l'edificio, concludendo una parabola di declino della proprietà. Nel 1854 la villa fu acquistata dal principe Filippo Andrea V Doria Pamphilj, con l'idea, poi realizzata, di annetterla alla sua vicina abitazione. Su sua commissione, l'architetto Andrea Busiri Vici restaurò il complesso e trasformò il giardino secondo il gusto paesistico. Venduta ai Ricasoli nel 1863, divenne infine proprietà del principe russo Semën Semënovič Abamelek Lazarev nel 1907.
Il principe Abamelek-Lazarev discendeva da una nobile famiglia georgiana di origine armena, e si era arricchito sia per le sue attività bancarie che grazie allo sfruttamento delle miniere di sale della regione russa di Perm'. Con l'ausilio dell'architetto Vincenzo Moraldi dà un nuovo aspetto al parco e all'edificio: tramite l'acquisto di vigne e casali confinanti amplia la tenuta, e il giardino di stile paesistico ottocentesco viene arricchito da un notevole numero di sculture antiche, tra cui un sarcofago etrusco e varie statue e busti, e seicentesche. Viene ampliato il casino settecentesco, chiamato nell'Ottocento "Villa Belvedere" e oggi Palazzina Belvedere, aggiungendovi un nuovo corpo di fabbrica.
Viene trasformata la costruzione a servizio delle vigne e delle fornaci, creando così il Casino delle Muse o Teatro: l'edificio è arricchito da tele, soprattutto di scuola veneta, da arredi di ambiente veneziano, da arazzi fiamminghi, da sculture di varie epoche, da mobili di diversi ambiti e da mosaici pavimentali romani. Si configura quindi come un grandioso esempio di eclettismo, dedicato alle Muse e alle Camene: è per questo dotato di una grande sala con palco, destinata appunto a teatro; qui venivano rappresentati concerti e spettacoli per il principe e la moglie, Marija Pavlovna Demidova. All'esterno del Casino viene disegnato anche un emiciclo teatrale alla foggia dei teatri greci, secondo la moda dei teatri delle ville secentesche, arricchito da teste romane. Dopo la morte del principe, nel 1916, la villa rimase un esempio di grande mecenatismo eclettico e internazionale, grazie alla fusione e convivenza delle diverse forme artistiche di varie epoche. Nel testamento il principe aveva lasciato la villa alla Accademia imperiale di belle arti di San Pietroburgo, ma la rivoluzione russa scoppiata pochi mesi dopo bloccò la donazione visto che non era certo volontà del testatore lasciare la proprietà ai bolscevichi, da qui una causa resa difficile dalla mancata successione legale tra l'Impero russo e il regime sovietico.
Anche prima della morte della principessa (1955) trasferitasi a Firenze nella villa medicea di Pratolino, nel 1936 l'edificio viene ancora rivendicato dall'Unione delle Repubbliche Socialiste Sovietiche. Finiti il fascismo e la seconda guerra mondiale, con Decreto legislativo del Capo Provvisorio dello Stato del 28 febbraio 1947 n. 385 viene ufficialmente sancito il Trasferimento in proprietà dello Stato Sovietico della villa Abamelek-Lazareff in Roma più per ragioni politiche che legali; la villa diventa così la sede diplomatica in Italia dei rappresentanti sovietici, e poi della Federazione Russa dal 1991.
Nell'enorme parco di ventisette ettari è possibile incrociare volpi, ricci ed altri animali allo stato brado, oltre alla presenza di svariati volatili, e sono presenti alcuni resti archeologici che hanno permesso di identificarvi la caserma della guardia personale dell'imperatore Nerone. Alla fine del XX secolo è iniziata la costruzione della chiesa ortodossa di Santa Caterina Martire.